# Thienemannimyia vitellina
Thienemannimyia vitellina är en tvåvingeart som först beskrevs av Jean-Jacques Kieffer 1916.  Thienemannimyia vitellina ingår i släktet Thienemannimyia och familjen fjädermyggor. Arten är reproducerande i Sverige. Inga underarter finns listade i Catalogue of Life.